# Sharlene Cartwright-Robinson
Sharlene Linette Cartwright-Robinson (Bahamas, 4 september 1971) is een advocaat en politica van de Turks- en Caicoseilanden. Zij is leider van de Democratische Volksbeweging (PDM) en minister-president van Turks- en Caicoseilanden. In de geschiedenis van Turks- en Caicoseilanden is Cartwright-Robinson de eerste vrouw in deze functies.

## Levensloop
Sharlene Cartwright werd geboren in de Bahamas uit ouders afkomstig uit de Turks- en Caicoseilanden, die zich als arbeidsmigrant daar hadden gevestigd. Zij kreeg een dubbele nationaliteit toegekend. Op zesjarige leeftijd keerde ze met het gezin terug naar het thuisland en groeide op in South Caicos.
In 1988 slaagde Cartwright-Robinson cum laude voor het eindexamen van de middelbare school en ging rechten studeren aan de University of the West Indies (UWI). Na haar afstuderen in 1998 werkte ze voor verschillende advocatenkantoren, waarna zij in 2002 een eigen kantoor in Grand Turk opzette.
Cartwright-Robinsons politieke carrière ving aan in 1999 met haar aanstelling in de "wetgevende raad", in welke hoedanigheid zij tot 2003 voorzitter was van allerlei commissies. Bij de algemene verkiezingen van 2003 stelde zij zich kandidaat namens de DPM, maar slaagde er niet in een zetel te behalen. Nadat het zelfbestuur van de Turks- en Caicoseilanden in 2009 tijdelijk werd opgeschort werd ze lid van het "consultatief forum", een adviesorgaan van de gouverneur. Kort na de aankondiging van haar kandidatuur voor de verkiezingen in november 2012 kreeg zij ontslag. Ric Todd, gouverneur van Turks- en Caicoseilanden, liet weten dat de kandidatuur niet verenigbaar was met het lidmaatschap van de interim-adviesraad of het consultatief forum.  Bij deze verkiezingen wist Cartwright-Robinson een zetel te behalen als afgevaardigde van het kiesdistrict All Island District; echter hierna moest zij afstand doen van haar geboorterecht-burgerschap van de Bahamas overeenkomstig de in de grondwet gestelde nieuwe vereisten voor dit politieke ambt. Na de verkiezingen volgde zij Oswald Skippings op als DPM-partijleider. Ze was de eerste vrouw in de Turks- en Caicoseilanden, die als partijleider en als parlementaire oppositieleider optrad. Bij de verkiezingen van 2016 leidde zij haar partij naar een overwinning met het behalen van 10 van de 15 parlementszetels. Hiermee kwam er een einde aan de 13-jarige regeerperiode van de Nationale Progressieve Partij (PNP). Daarnaast versloeg Cartwright-Robinson 52 tegenstanders in de race om het premierschap en werd zij op 20 december 2016 beëdigd als de vierde premier van de Turks- en Caicoseilanden en de eerste vrouw in dit ambt. In haar kabinet vervult zij ook de post van minister van Financiën. Van 2017 tot 2018 trad zij op als voorzitter van de op 17 november 2000 opgerichte vereniging van de Landen en gebieden overzee (OCTA).
Sharlene Cartwright-Robinson is getrouwd met Lorne Robinson en moeder van twee dochters.